# Orava (hồ chứa)
Hồ chứa Orava (tiếng Slovak: Oravská priehrada) là một hồ chứa nổi tiếng nằm ở cực bắc Slovakia, và cũng là hồ chứa lớn nhất ở Quốc gia này với diện tích lên đến 35,2 km².

## Lịch sử
Từ năm 1941 đến năm 1953, chính quyền địa phương tiến hành xây dựng một con đập trên hai nguồn cũ của sông Orava, sau đó tiếp tục xây dựng hồ chứa Orava. Đi kèm với đó là việc phá bỏ những ngôi làng và di dời dân cư, bao gồm làng Hamri, làng Oszada, làng Usztye và nổi tiếng nhất là ngôi làng Slanica. Ngày nay, hồ chứa thuộc quyền quản lý và bảo vệ của khu bảo tồn cảnh quan Horná Orava.
Hồ chứa có độ sâu trung bình khoảng 15 mét.

## Đảo

### Đảo chim
Ở phần mở rộng về phía đông bắc của hồ chứa là Đảo chim, Chính phủ quyết định thành lập Khu bảo tồn các loại chim, là một phần của Khu bảo tồn cảnh quan Horná Orava.
Các loài thủy cầm sinh sống trong khu bảo tồn Đảo Chim bao gồm diệc, chim cốc đế, chim cò thìa và rất nhiều loài chim khác. Bên cạnh đó, việc bảo vệ các khu rừng quanh Hồ chứa Orava góp phần to lớn giúp ngăn chặn xói mòn.

### Đảo Slanica
Đảo Slanica là hòn đảo lớn nhất của hồ chứa và cũng là một trong những đảo hồ lớn nhất ở Slovakia. Hòn đảo là nơi lưu trữ những tàn tích kiến trúc, và những hiện vật lịch sử cuối cùng của Oravan làng Slanica, đây cũng là nơi sinh của nhà ngôn ngữ học Anton Bernolák (Antonius Bernolacius). Di tích nổi bật nhất còn sót lại là nhà thờ cổ của ngôi làng, hiện đây trở thành địa điểm tham quan nổi tiếng của địa phương. Bên cạnh đó, những nhà nguyện cũng vẫn còn tồn tại đến ngày nay. Ngoài ra, trên hòn đảo còn xây dựng một phòng trưng bày nghệ thuật, hoạt động như một chi nhánh của Phòng trưng bày Orava ở thị trấn Dolný Kubín.

## Một số hình ảnh
Hồ chứa Orava

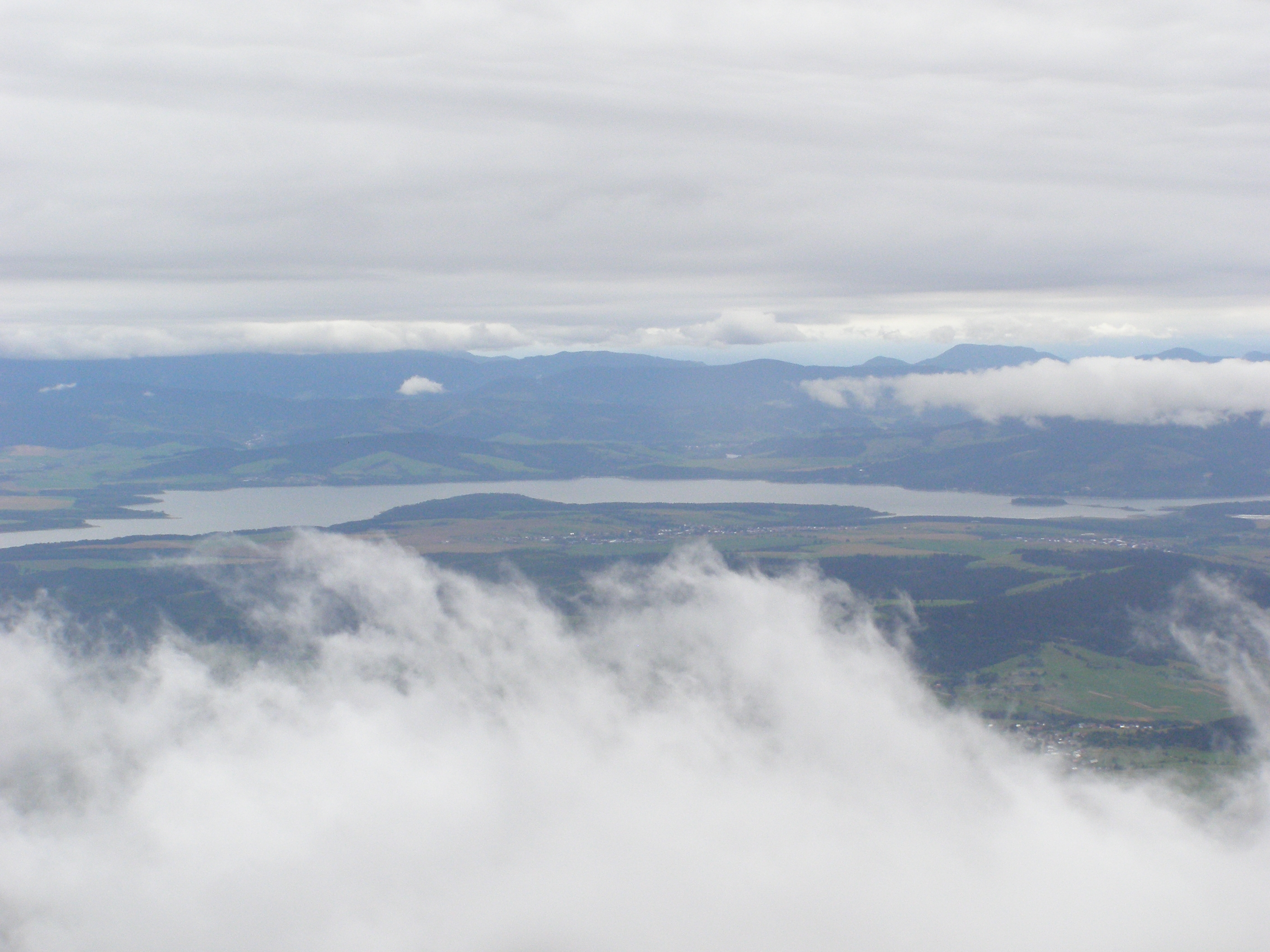
Hồ chứa Oravská priehrada nhìn từ trên cao (từ Vườn quốc gia Babia Góra ở Ba Lan)
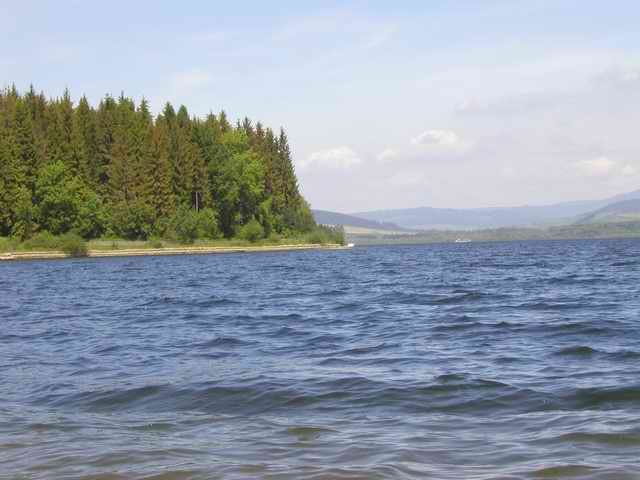
Bờ rừng của hồ chứa Orava
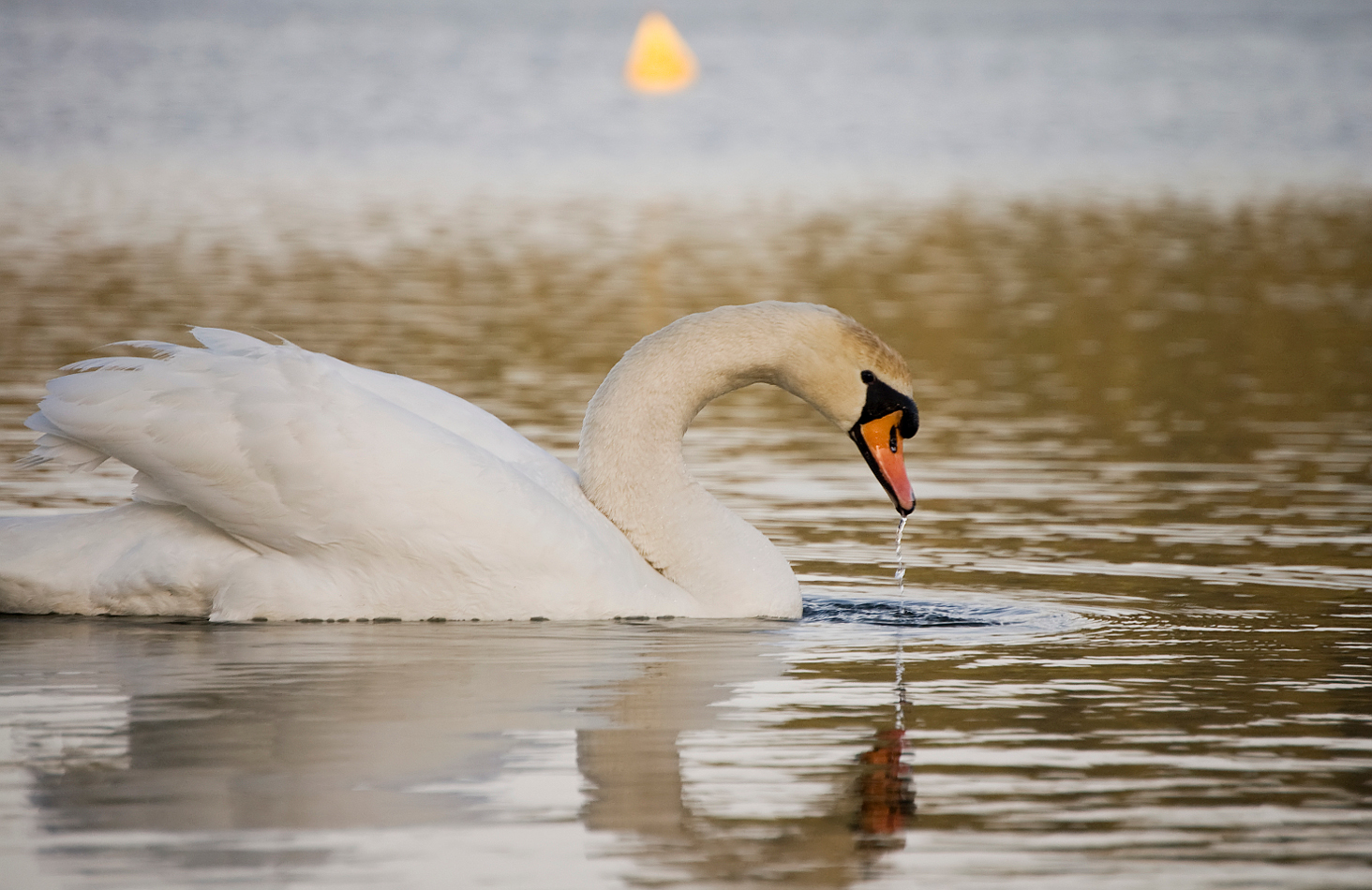
Một con thiên nga bơi trong hồ chứa Orava
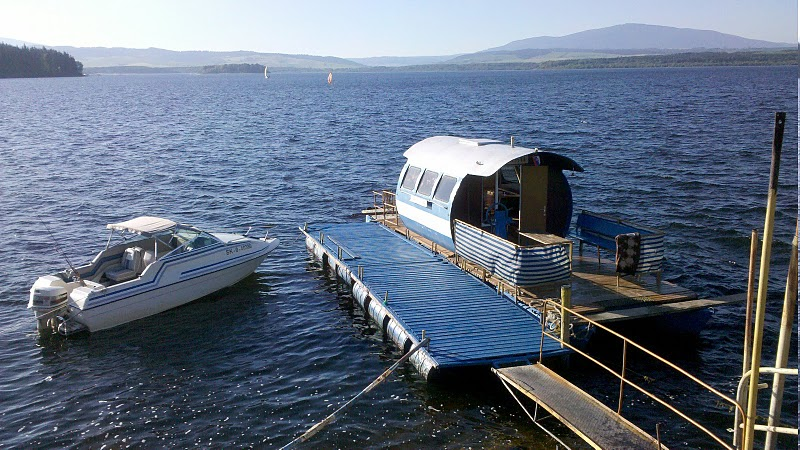
Một bến tàu nhỏ ở Hồ chứa nước Orava
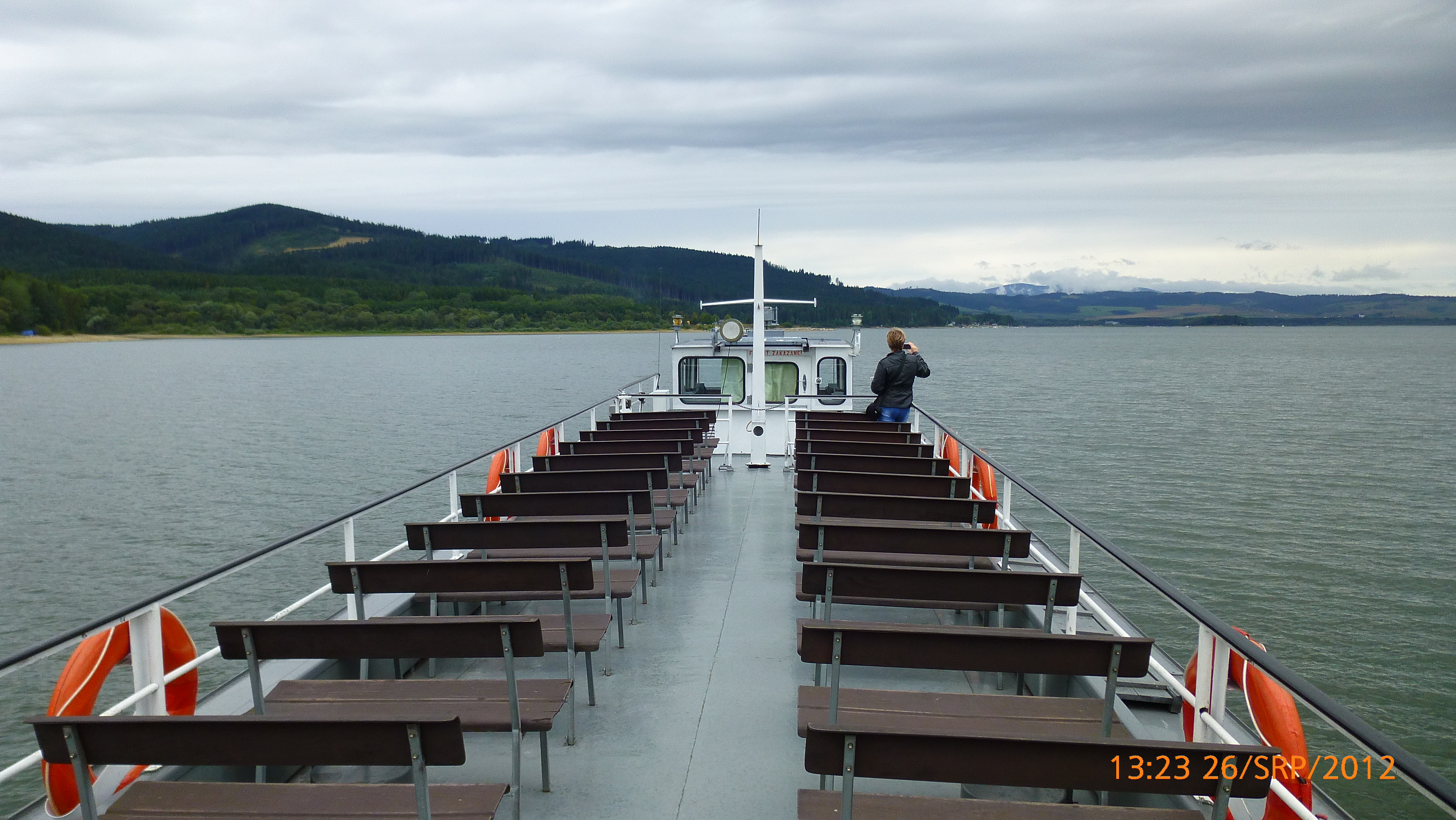
Hồ chứa từ nhìn đài quan sát của một chiếc thuyền du lịch
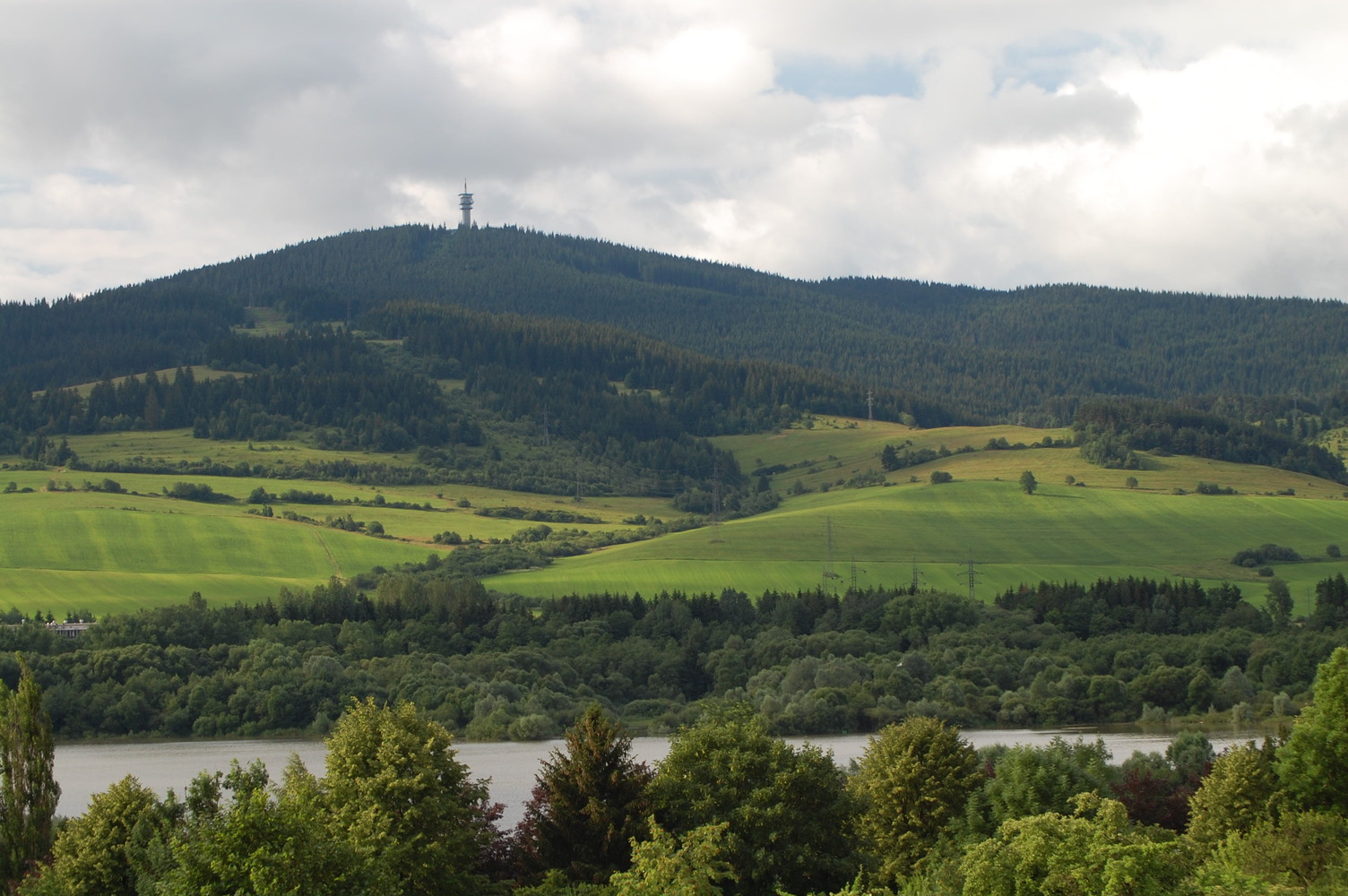
Núi Oravská Magura bao quanh các thung lũng của Hồ chứa Orava
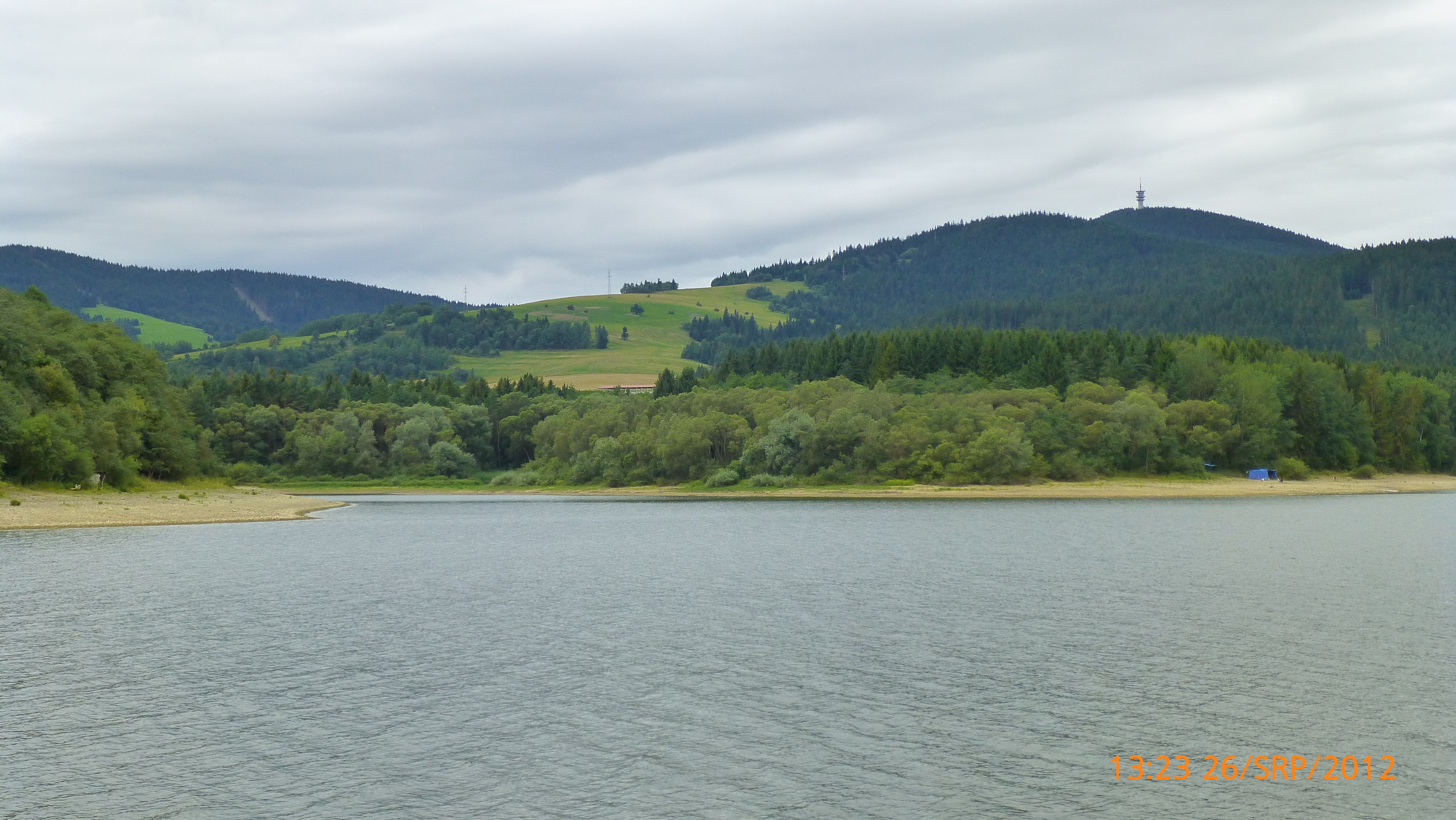
Núi Oravská Magura bao quanh các thung lũng của Hồ chứa Orava

Đảo Slanica

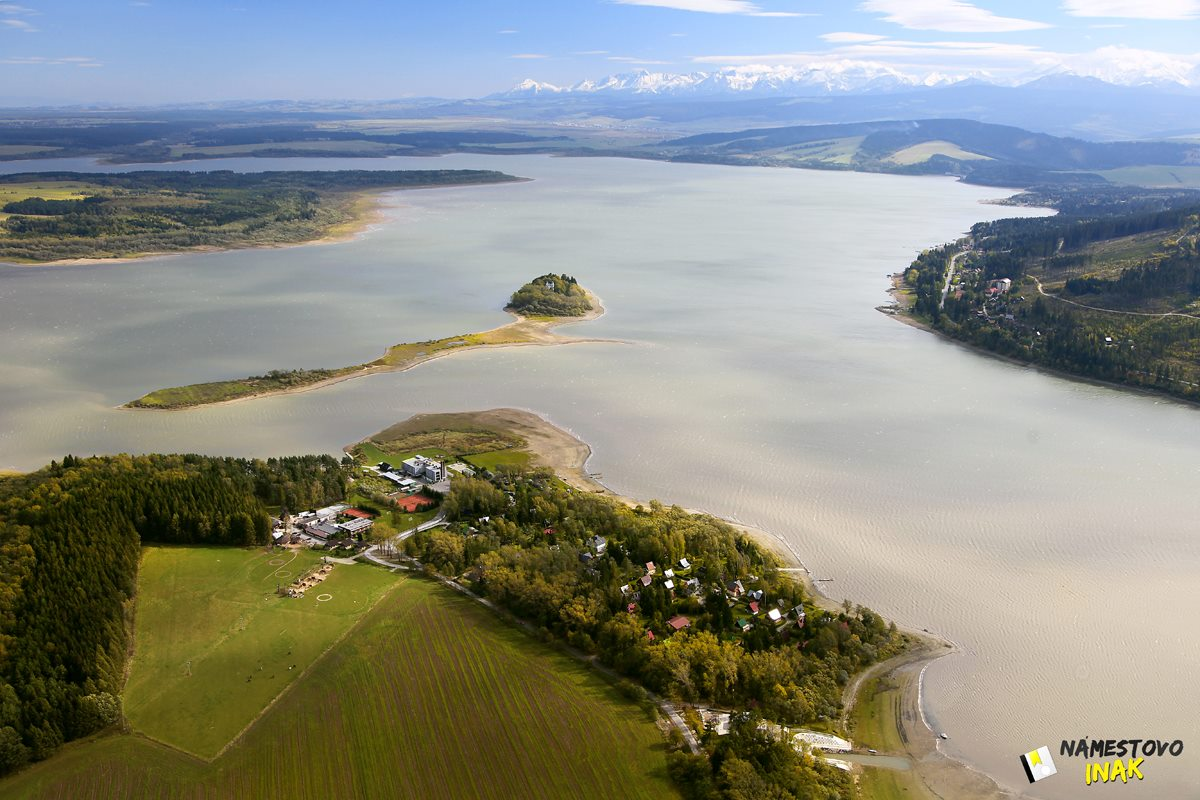
Đảo Slanica nhìn từ trên cao, khi mực nước trong hồ chứa hạ thấp
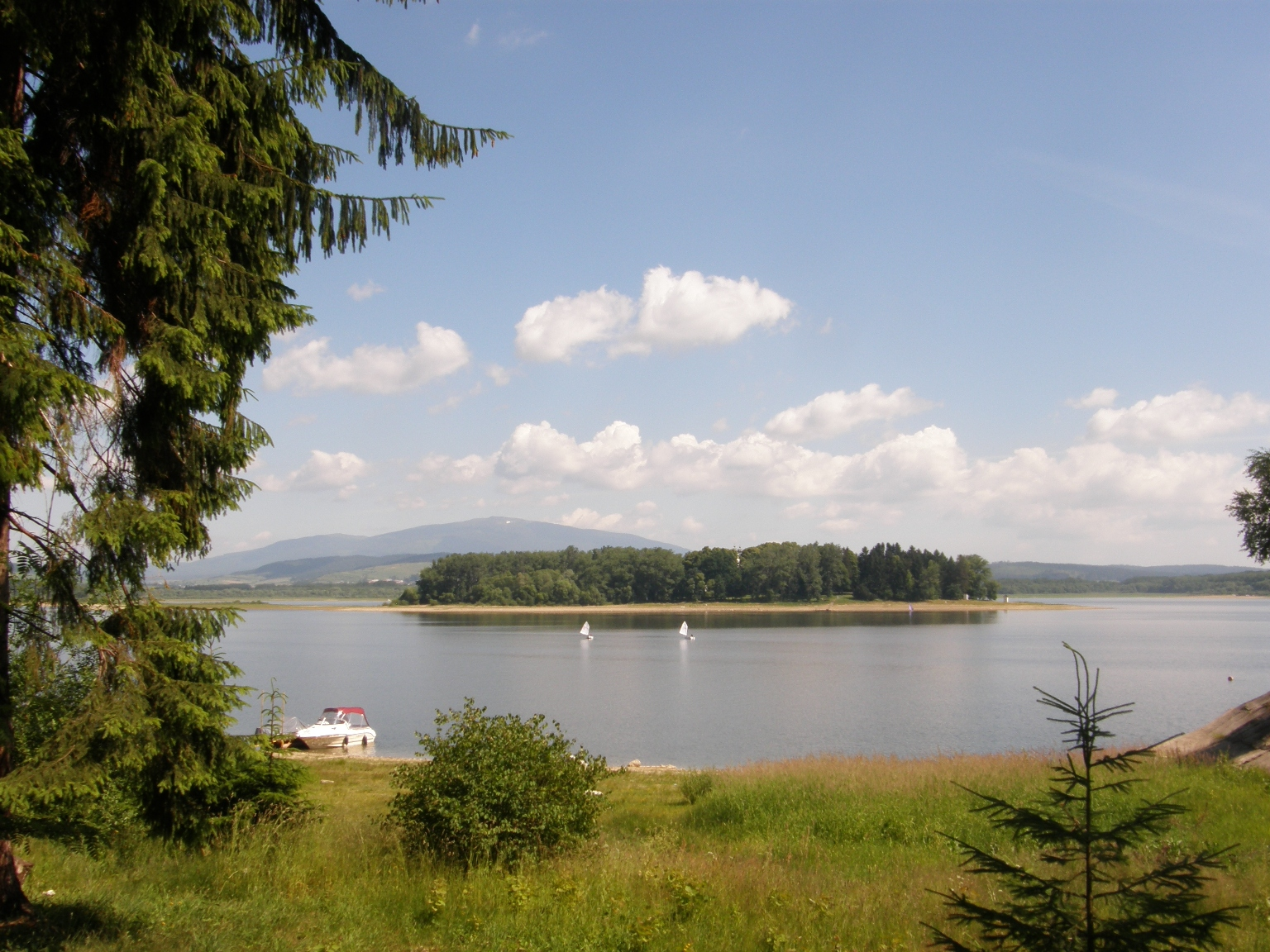
Đảo Slanica nhìn từ bờ hồ chứa
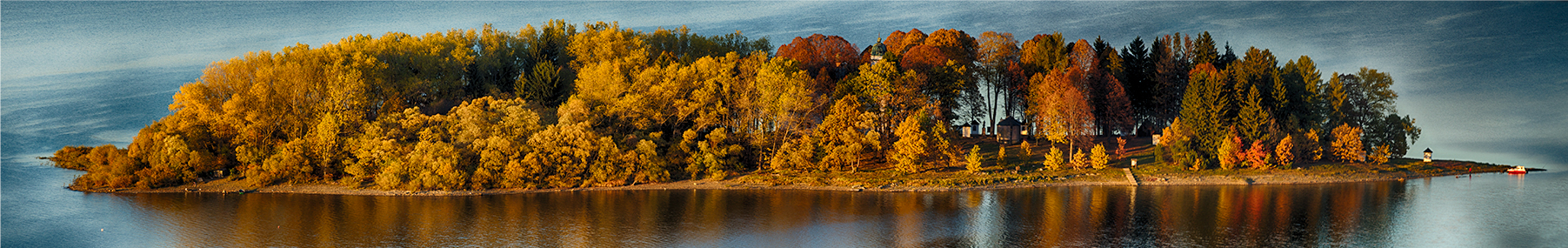
Toàn cảnh đảo Slanica
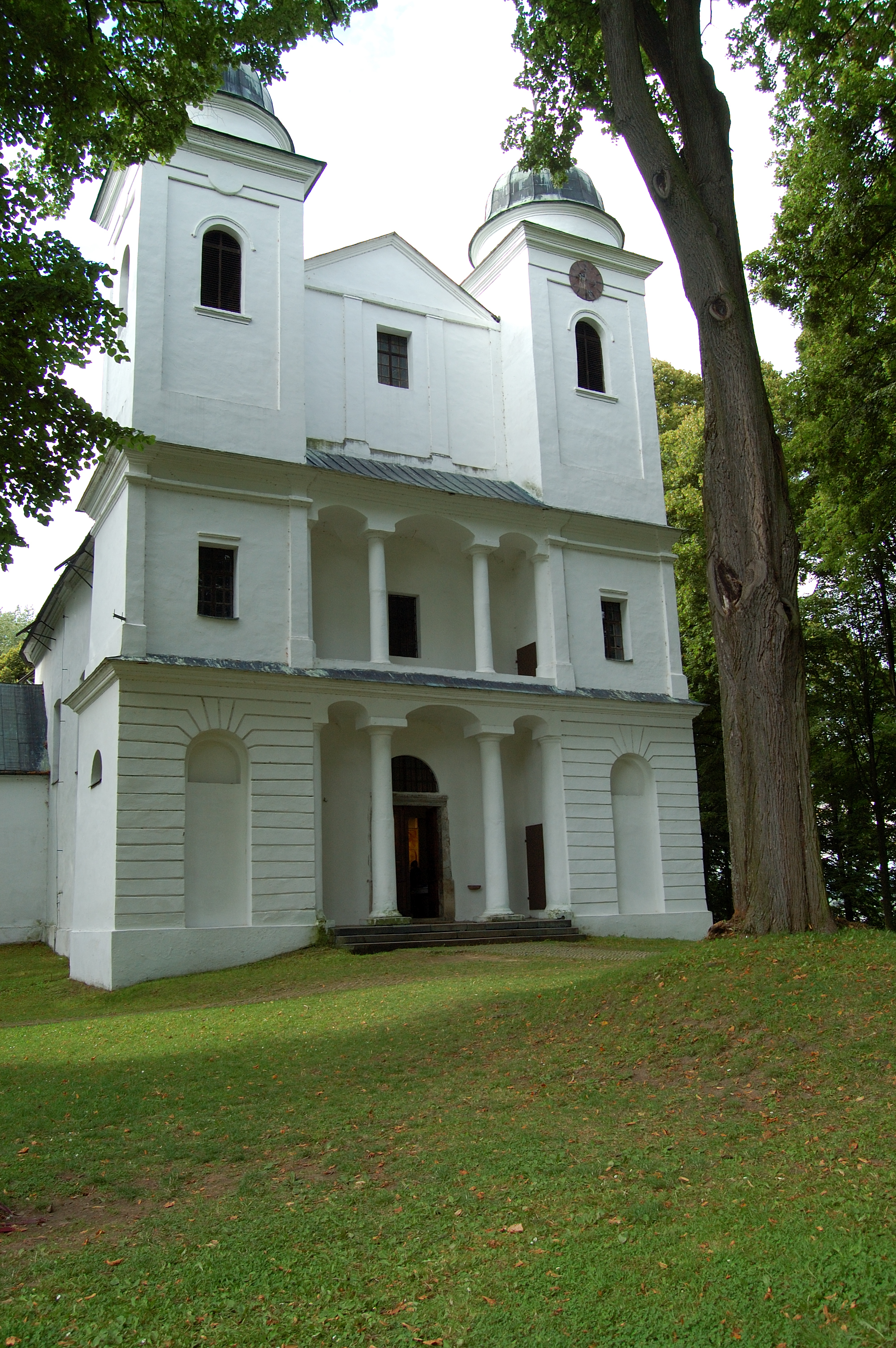
Nhà thờ trên đảo Slanica, tòa nhà lớn cuối cùng còn sót lại của làng Slanica
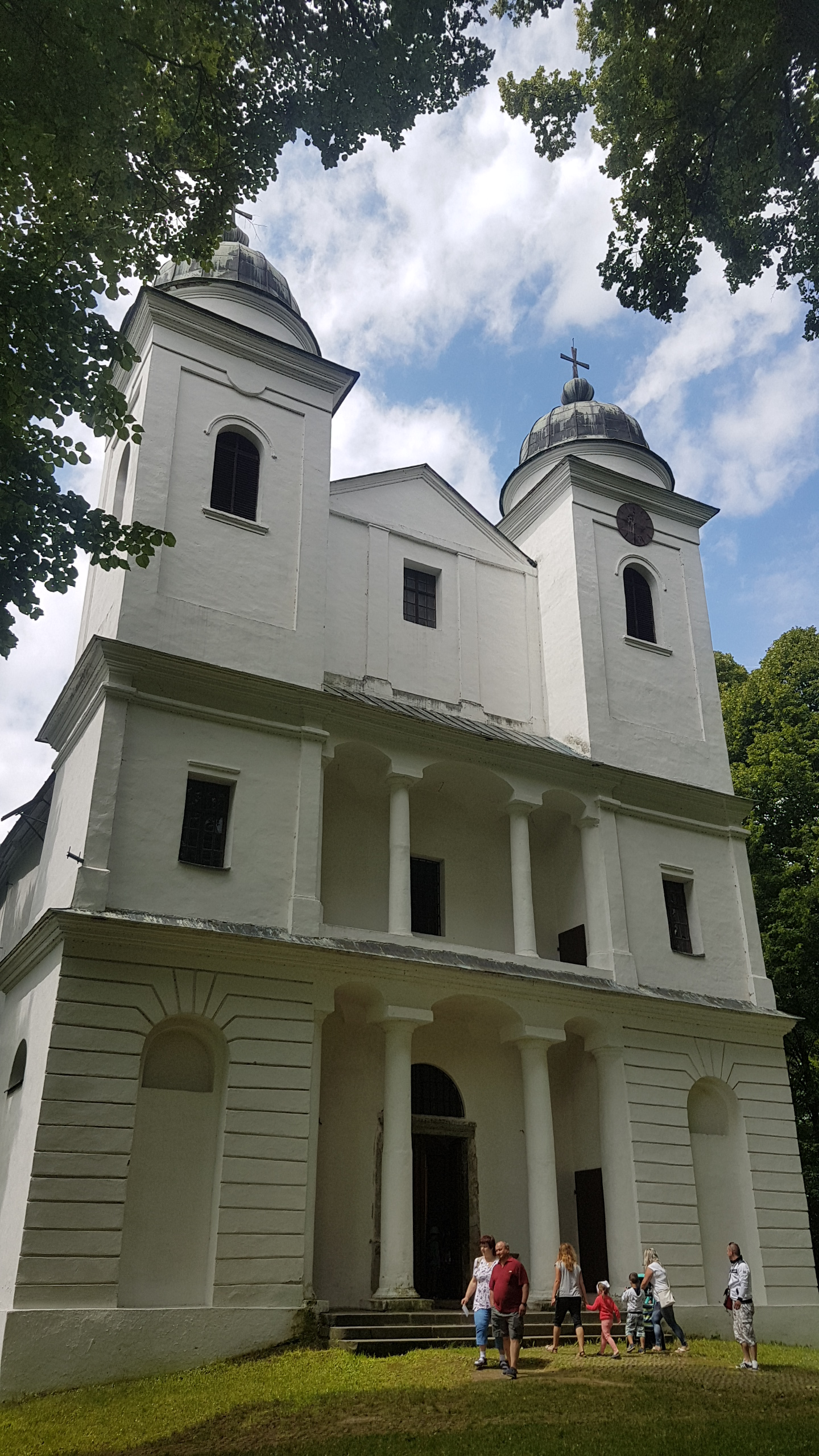
Khách du lịch đến thăm nhà thờ trên đảo Slanica
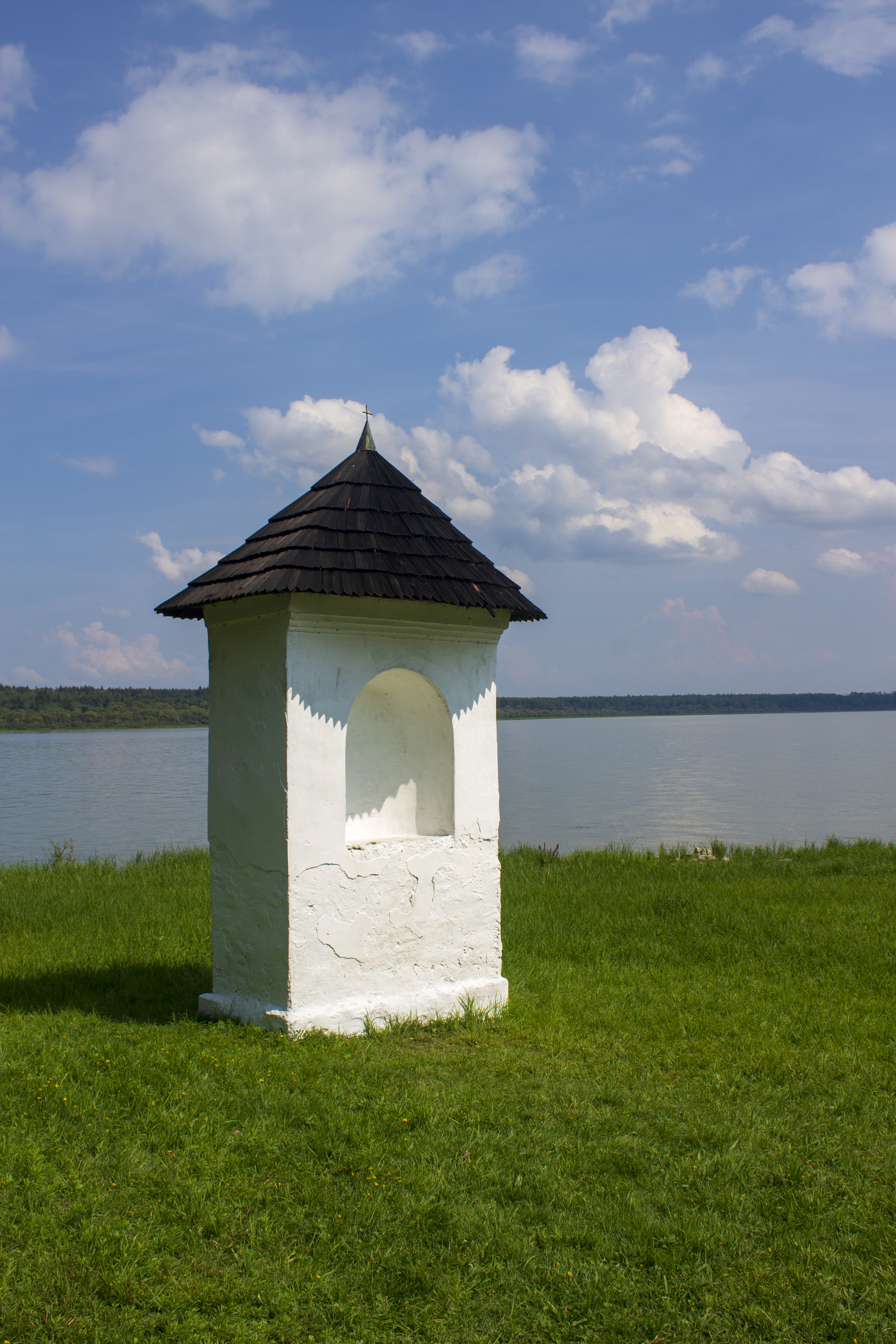
Nhà nguyện còn sót lại của làng Slanica Calvary trên đảo
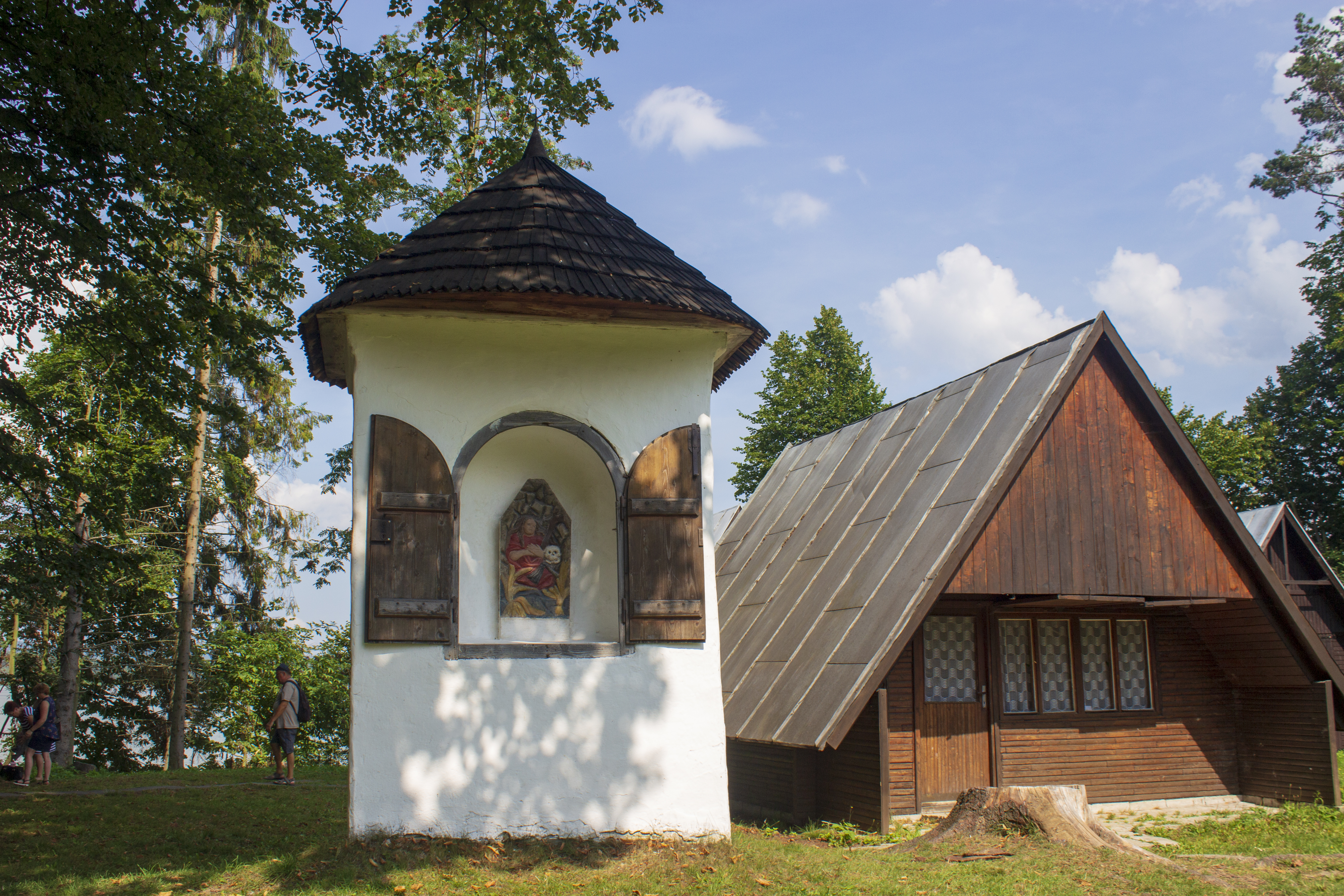
Nhà nguyện còn sót lại của làng Slanica trên đảo

Lịch sử và xây dựng

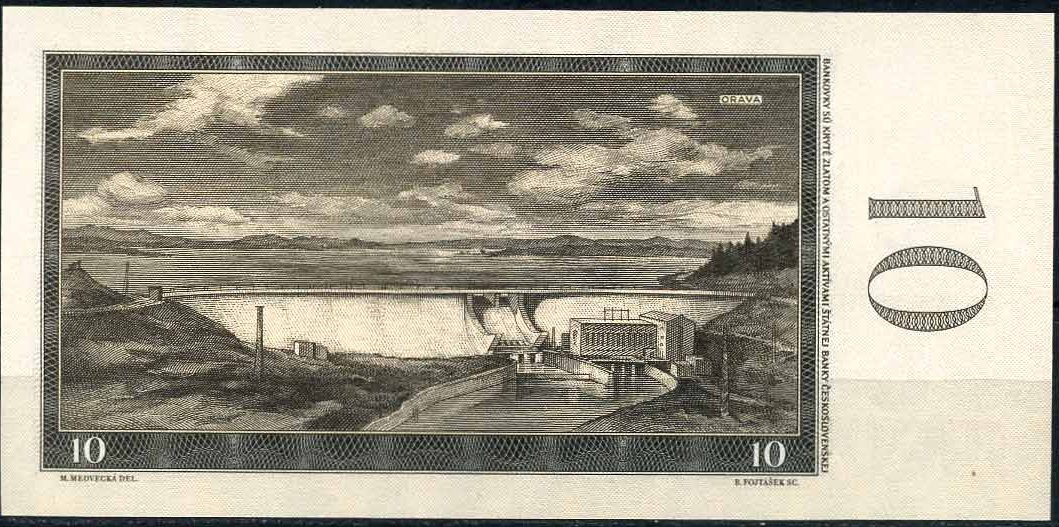
Việc xây dựng Đập Orava và hồ chứa Orava trên tờ tiền của Tiệp Khắc năm 1953